# 立陶宛-白俄羅斯社會主義蘇維埃共和國
立陶宛-白俄羅斯社會主義蘇維埃共和國是在1919年出現的一個蘇維埃國家，領土包括了現在的立陶宛東部和白俄羅斯。這個國家由立陶宛蘇維埃共和國和舊白俄羅斯蘇維埃社會主義共和國合併而成。首都最初設在維爾紐斯，1919年4月維爾紐斯被波蘭佔領後搬至明斯克，8月又遷至斯摩棱斯克。該國領土後來被波蘭第二共和國和白俄羅斯社會主義蘇維埃共和國瓜分。